# 8234 Nobeoka
8234 Nobeoka è un asteroide della fascia principale. Scoperto nel 1997, presenta un'orbita caratterizzata da un semiasse maggiore pari a 2,8681470 UA e da un'eccentricità di 0,0107563, inclinata di 1,71122° rispetto all'eclittica.